# 키시 쇼마
키시 쇼마(일본어: 岸 翔真, 1994년 4월 12일 ~ )는 일본의 어린이 배우이다. 도쿄도 출신이며, 도에이 아카데미 소속이다.